# 5:15/I'm One
5:15/I'm One è un singolo degli Who pubblicato nel 1979.

## Tracce
Lato A
1. 5:15 – 4:50 (Pete Townshend)

Lato B
1. I'm One – 2:51 (Pete Townshend)